# José Carlos Schiavinato
José Carlos Schiavinato (Iguaraçu, 12 de septiembre de 1954 - Brasilia, 13 de abril de 2021) fue un ingeniero y político brasileño. Fue alcalde durante dos mandatos del municipio de Toledo, en el estado de Paraná. También fue diputado estadual (2015-2018) y diputado federal (2019-2021), falleciendo en el cargo.

## Biografía
Egresado de la Universidad Estadual de Maringá (UEM) en Ingeniería civil. A fines de la década de 1970 se instaló en la ciudad de Toledo, Paraná.
En las elecciones municipales de Brasil en 2004, fue elegido alcalde, siendo reelegido en 2008. En las elecciones generales de Brasil de 2014 fue elegido representante estatal con 61.507 votos, y en las elecciones generales de Brasil de 2018 logró un escaño en la Cámara de Diputados de Brasil al recibir 75.540 votos.
En su vida pública, hay aportes relevantes a instituciones como: la Fundación para el Desarrollo Científico y Tecnológico de Toledo (Funtec), el Consejo Regional de Ingeniería y Arquitectura de Paraná (CREA / PR) y el Frente Nacional de Alcaldes.
Falleció el 13 de abril de 2021, víctima de COVID-19, luego de una hospitalización de diez días en un hospital de Brasilia.